# Вуд (округ, Західна Вірджинія)
Шаблон:StateAbbr_ 39°13′ пн. ш. 81°31′ зх. д. / 39.21° пн. ш. 81.51° зх. д.
Округ  Вуд (англ. Wood County) — округ (графство) у штаті  Західна Вірджинія, США. Ідентифікатор округу 54107.

## Історія
Округ утворений 1798 року.

## Демографія
За даними перепису 2000 року загальне населення округу становило 87986 осіб, зокрема міського населення було 64248, а сільського — 23738. Серед мешканців округу чоловіків було 42246, а жінок — 45740. В окрузі було 36275 домогосподарств, 24898 родин, які мешкали в 39785 будинках. Середній розмір родини становив 2,88.
Віковий розподіл населення поданий у таблиці:
| Стать    | До 15 років | 15-21 | 22-29 | 30-39 | 40-49 | 50-65 | 65-85 | Понад 85 |
| -------- | ----------- | ----- | ----- | ----- | ----- | ----- | ----- | -------- |
| Чоловіки | 8429        | 3957  | 3984  | 6112  | 6702  | 7646  | 4952  | 464      |
| Жінки    | 8199        | 3824  | 4138  | 6271  | 6940  | 8176  | 7000  | 1192     |

## Суміжні округи
- Вашингтон, Огайо — північ
- Плезантс — північний схід
- Рітчі — схід
- Вірт — південний схід
- Джексон — південь
- Меґс, Огайо — південний захід
- Афіни, Огайо — захід

## Виноски
1. ↑  U.S. Decennial Census. United States Census Bureau. Архів оригіналу за 4 квітня 2018. Процитовано 16 січня 2014.
2. ↑  Historical Census Browser. University of Virginia Library. Архів оригіналу за 11 серпня 2012. Процитовано 16 січня 2014.
3. ↑  Population of Counties by Decennial Census: 1900 to 1990. United States Census Bureau. Архів оригіналу за 3 червня 2013. Процитовано 16 січня 2014.
4. ↑  Census 2000 PHC-T-4. Ranking Tables for Counties: 1990 and 2000 (PDF). United States Census Bureau. Архів оригіналу (PDF) за 18 грудня 2014. Процитовано 16 січня 2014.
5. ↑  State & County QuickFacts. United States Census Bureau. Архів оригіналу за 22 липня 2011. Процитовано 16 січня 2014.(англ.) Наведено за англійською вікіпедією.
6. ↑  American FactFinder. Бюро перепису населення США. Архів оригіналу за 26 лютого 2012. Процитовано 31 січня 2008.

| США | Це незавершена стаття з географії США. Ви можете допомогти проєкту, виправивши або дописавши її. |